# LEON
LEON是一款開放原始碼的32位元RISC處理器，支援SPARC V8指令集，由Gaisler Research公司負責設計。